# Déclaration d'indépendance du Béarn
Pour un article plus général, voir Déclaration d'indépendance.
L'acte de 1347 est l'acte par lequel le comte de Foix, Gaston III Fébus, revendique l'indépendance du Béarn — dont il est le vicomte — et déclare sa neutralité dans la guerre de Cent Ans opposant les Plantagenêts aux Valois.
L'acte est une lettre rédigée en occitan à Orthez. Elle contient la réponse donnée le 25 septembre 1347,,,, par Gaston III au sénéchal de Rouergue venu demander au comte de participer — en tant que vassal du roi de France, Philippe VI — à une alliance militaire avec le roi de Castille, Alphonse XI, contre le roi d'Angleterre, Édouard III.

## Texte
« Comme Monseigneur le Comte se trouve en sa terre de Béarn, terre qu'il tient de Dieu et de nul homme d'où il ne découle pour lui aucune obligation si ce n'est de faire ce que bon lui semble, la requête présentée à propos des conventions, alliances et accords conclus entre les rois de France et de Castille n'a aucune valeur. »

— Gaston III Fébus, extrait (trad. de l'occitan).

### Texte original
Conegude cause sie a totz que constituit personaumens dens lo castet d'Ortes en vescomtat de Bearn per devan lo noble e poderos moss(en) En Gaston per la gracie de Diu comte de Foys, vescomte de Bearn, de Marsan e de Gavardan, Acharias de Brunheys, donzel, comissari per moss(en) lo senescau d'Aroergue en las causes dejus escriutes deputat segon que dixo e ab letres del diit senescau al diit comissari per moss(en) lo senescau d'Aroergue en las causes dejus escriutes deputat segon que dixo e ab letres del diit senescau al diit Acarias dirigides en pergames escriutes e ab lo sagel real de la diite senescalquie aixi cum apperie sagerade ; las quals letres de la diite commission comensen en la prumere line "Amadeus de Praell domicell(us) et senexau" en ladiite line registrade, et comensen en la darere line de la diite commission "Villefranche e feneys en aquere septimo" e fon dade à Vielefranche die XIX septembris anno domini M°CCC°XLVII°. Per vertut de la qual comission e auctoritat lo diit Acaries present au diit moss(en) lo comte alcunes letres clauses las quals li tremetie segon que afferma lo noble e poderos princip moss(en) lo rey de France de la qual presentation requeri a luy esser feit public instrument per mi notari dejus escriut audiit moss(en) lo comte recebudes las diites letres ab aquero quitance respono en la maneyre ques en sec.

Moss(en) lo comte de Foys rrspon a la requeste feyte a luy per Acharie de Brunheys, donzel, commissari deputat per amadeu de Praell, donzel, loctient generau com fo diit deu noble et poderos senhor mossen Fulcon de Moraas, senhor de Graciat, cauver, senescalc de mossen lo rey de France en Aroergue sober augunes letres tremesses au diit sensecauc per lo diit mossen lo rey que cum mossen lo comte sie en la terre soe de Bearn, laqoau tee de Diu e no de nulh homi deu mont, ne per aquere no est tengut de far sino so que a luy plagos, que quant a present quantlo negoci deu quoau es feite la requeste, se es assaber sober lo feit de las convenenses, liances e accortz feitz entre los senhors reys de France et de Castele es noel, e lo diit moss(en) lo comte ni homi de son coselh a present ne aven audit, parlar de semblan caas ni d'aquest, et eg de rpesent no agosse plener coselh per responer a las diites requestes, dixs que totes bones liances e convenenses que fossen enter lo diitz reys a luy plasen trop e eg fere bien en lo comtat de Foys de qui a VIII jorns apres la ,feste de Totzsans e aqui aura son plener coselh ag augunes personnes de sa sang et aqui agut coselh e deliberaction eg fare acort, resposte à las letres deu diit mossen lo rey de France et à la present requeste que lo diit mossen lo rey sen deuve tier per pagat e fare totes causes qui fossen ad honor e a profieit deu diit rey tant cum bonemens far podos. De la quoau resposte e de las autres causes dessus diites lo diit Acarias requiri mi notari dejus escriut qu'en retengos carte. asso fo feyt dens lo diit castet d'Ortes XXV dies de setembre senhoreyant en Bearn lo diit moss(en)lo comte e bescomte, Anno Domini M CCC XL VII. Testimonis son desso moss(en) En B(ernard) d'Aspel, cauver, moss(en) En P. d'Estiroo, docteur en leys, Beziaa de Bernat, donzel, et jo B(ertrand) deu Potz, ut. supra.